# マーベルVSカプコン ファイティングコレクション アーケードクラシックス
『マーベルVSカプコン ファイティングコレクション アーケードクラシックス』（MARVEL vs. CAPCOM Fighting Collection: Arcade Classics）は、マーベル・コミックとカプコンが共同制作した対戦型格闘ゲームやベルトスクロールアクションを7作収録したオムニバスソフト。
2024年9月12日にWindows 10対応PC（Steam）、PlayStation 4、Nintendo Switch用にダウンロード専用として配信され、2024年11月22日にPS4版とSwitch版がパッケージ版としても販売された。また、Xbox Oneのダウンロード専用は2025年に配信予定とされている。
『カプコン ファイティング コレクション』と同様、全タイトルが同一機種版とのオンライン対戦プレイに対応している他、ミュージアムではイラストやBGMが視聴可能となっている。

## 追加要素
基本的にはアーケード版の完全移植なので過去の家庭用移植版で追加された独自要素はほとんど収録されていないが、『エックス・メン チルドレン オブ ジ アトム』でジャガーノートとマグニートーを使用可能にするゲーム設定が追加されているなど、一部例外がある。

## 収録タイトル
★は家庭用初移植タイトル。
- エックス・メン チルドレン オブ ジ アトム
- マーヴル・スーパーヒーローズ
- X-MEN VS. STREET FIGHTER
- マーヴル・スーパーヒーローズ VS. ストリートファイター
- MARVEL VS. CAPCOM CLASH OF SUPER HEROES
- MARVEL VS. CAPCOM 2 NEW AGE OF HEROES
- パニッシャー★